# Serafim Guimarães

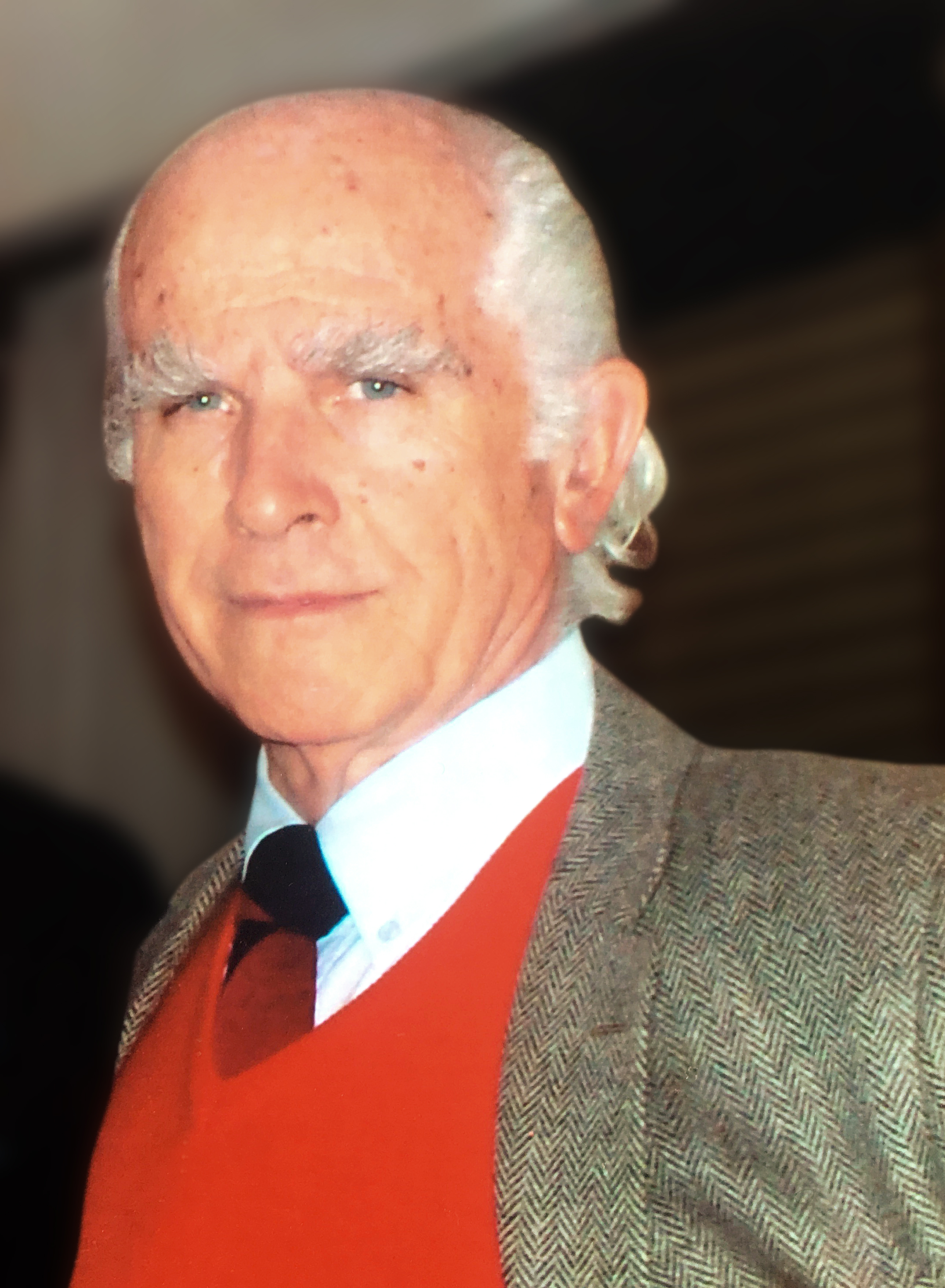
Serafim Guimarães

Serafim Guimarães, vollständiger Name Serafim Correia Pinto Guimarães (* 2. Mai 1934 in Espargo, einem Dorf nah der Stadt Santa Maria da Feira in der portugiesischen Região Norte), ist ein portugiesischer Arzt und Pharmakologe. Zusammen mit seinem Kollegen Walter Osswald (* 1928) machte er das Pharmakologische Institut der Medizinischen Fakultät der Universität Porto zu einem Zentrum der Forschung über Catecholamine und das sympathische Nervensystem, besonders in Bezug auf die Steuerung der Blutgefäße.

## Leben

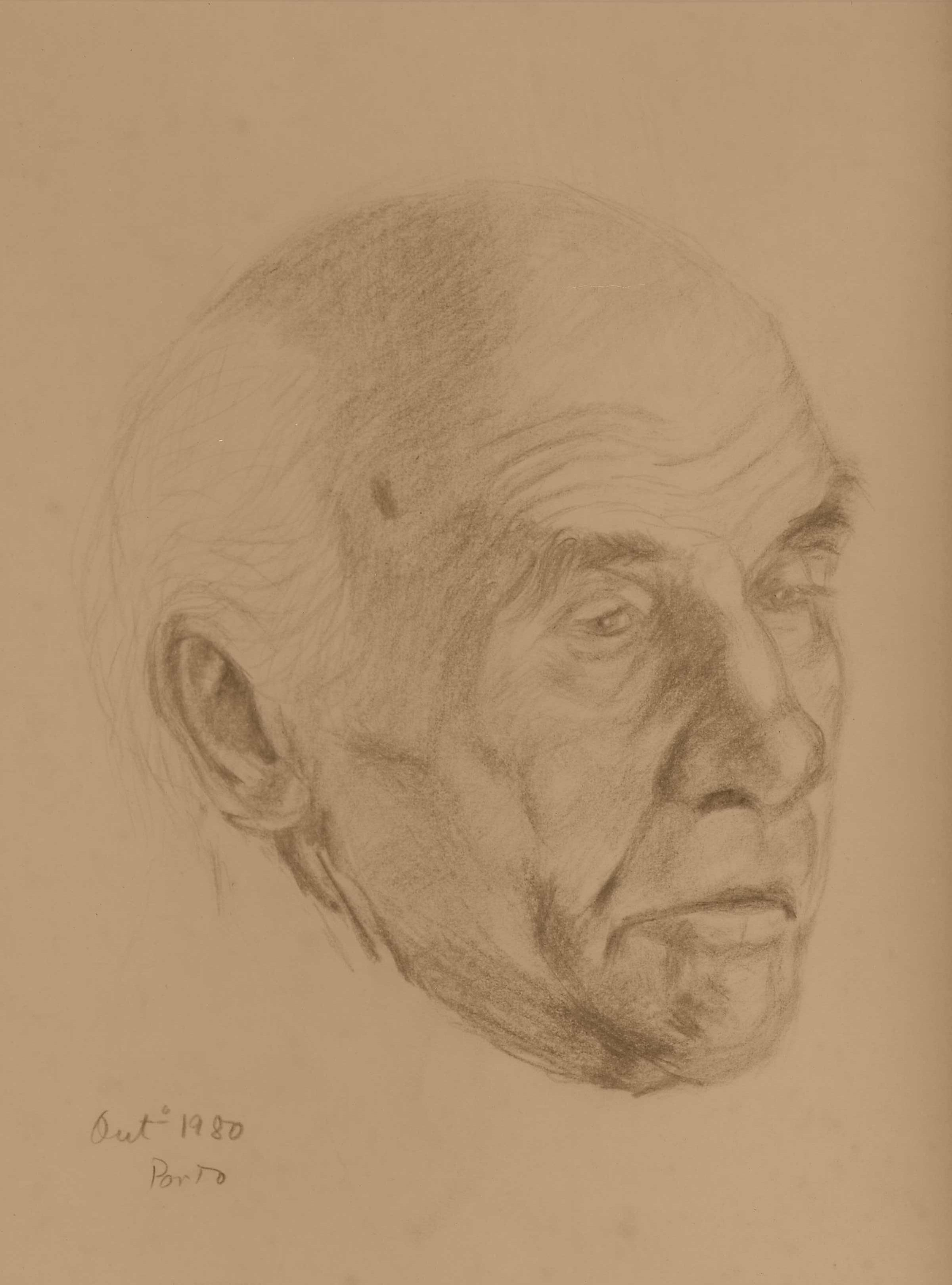
Der Vater, gezeichnet von Serafim Guimarães

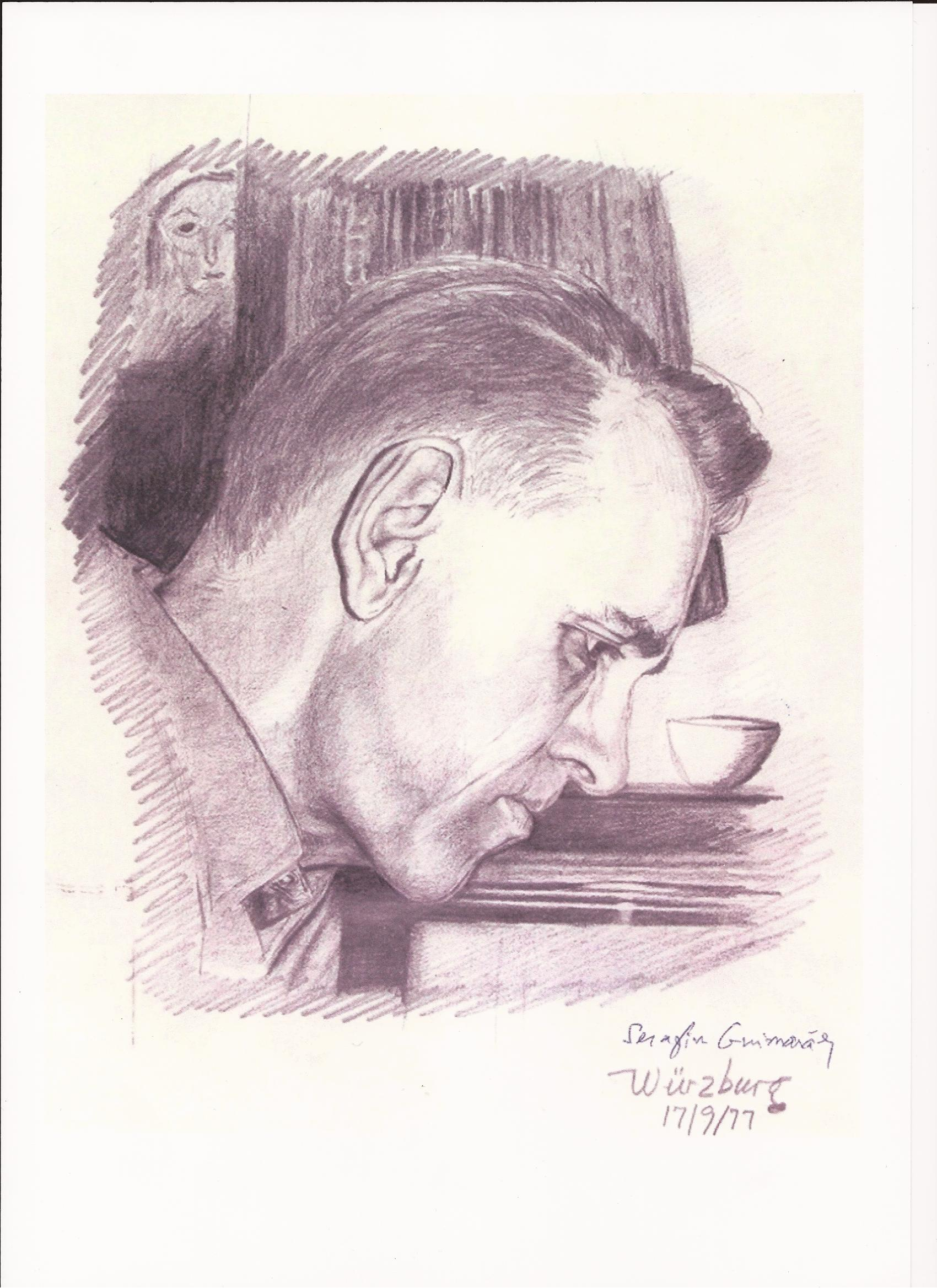
Ullrich Trendelenburg, gezeichnet von Serafim Guimarães

Serafim Guimarães ist der zweite Sohn des Landwirts Américo Ferreira Pinto Guimarães und dessen Ehefrau Maria Emília Correia geb. Pais. Serafim besuchte Schulen in Espargo und Espinho. Anschließend studierte er an der Universität Porto Medizin, arbeitete auch schon am Pharmakologischen Institut. 1960 erhielt er seine Licenciatura, die ärztliche Approbation. Nach Militärdienst in Angola vom November 1963 bis zum Dezember 1965 kehrte er ans Pharmakologische Institut zurück. 1966 verbrachte er mit einem Stipendium der Alexander von Humboldt-Stiftung fünf Monate am Pharmakologischen Institut des Universitätsklinikums Essen bei Hans-Joachim Schümann, 1971 und 1977 neun Monate am Pharmakologischen Institut der Julius-Maximilians-Universität Würzburg bei Ullrich Trendelenburg. Er hat Trendelenburg, mit dem er auch zusammen publiziert hat, in seinem Buch „Retratos legendados“  ein Denkmal in Bild und Wort gesetzt. 1968 wurde er in Porto mit einer Dissertation Receptores Adrenérgicos – Ensaio de Interpretação e Análise (Adrenozeptoren – Versuch einer Interpretation und Analyse) zum Ph.D. promoviert. 1973 wurde er zum Außerordentlichen Professor für Pharmakologie und Therapie ernannt, im April 1974 im Zuge der Nelkenrevolution entlassen, im November 1975 nach der Niederschlagung des prokommunistischen Putsches vom 25. November wieder eingestellt und im Jahr 1979 Ordentlicher Professor. Von 1990 bis 2005 leitete er das Pharmakologische Institut. Im Jahr 2005 wurde er emeritiert. Sein Nachfolger wurde Patrício Soares-da-Silva (* 1957), der seinen Ph.D.-Grad unter Anleitung von Walter Osswald erworben hatte. Mit seiner Frau Maria de Fátima geb. Martins de Sousa, die er 1964 in Braga heiratete, hat Serafim Guimarães zwei Söhne und eine Tochter.

## Forschung
Den Stand der Forschung zur Zeit von Guimarães’ Eintritt ins Pharmakologische Institut zeigt beispielhaft eine Entdeckung aus dem Jahr 1966, an der Walter Osswald, Alberto Malafaya-Baptisa (1903–1966) und José Ruiz de Almeida Garrett (1919–1996) beteiligt waren. Sie konnten die Adrenalinumkehr – die Umkehr der blutdrucksteigernden Wirkung des Catecholamins Adrenalin in eine Blutdrucksenkung nach Blockade der α-Adrenozeptoren durch Phenoxybenzamin – wiederum in eine Blutdrucksteigerung umkehren, wenn sie die β-Adrenozeptoren zusätzlich blockierten. Die vorsichtige Erklärung, es gebe Phenoxybenzamin-unempfindliche α-Adrenozeptoren, wurde einige Jahre darauf durch die Unterscheidung von zwei Subgruppen von α-Adrenozeptoren, α1 (Phenoxybenzamin-empfindlich) und α2 (Phenoxybenzamin-unempfindlich) bestätigt: Die Entdeckung aus Porto hatte in die Zukunft gewiesen.
Auch eine der ersten Forschungsarbeiten Guimarães’ deutete auf zwei α-Adrenozeptor-Subgruppen hin. Eine zweite Arbeit aus demselben Jahr (mit Walter Osswald) widmete sich der Pharmakologie der Venen, über die im Vergleich zu den Arterien wenig bekannt war. Alle Wirkungen der Catecholamine Adrenalin, Noradrenalin, Dopamin und Isoprenalin ließen sich mit einer Wirkung als Agonisten, aktivierende Stoffe, auf koexistierende α- und β-Adrenozeptoren in der glatten Muskulatur erklären. Venen und ihre Rezeptoren blieben beliebte Forschungsobjekte. Mit Walter Osswald hat Guimarães das Wissen über Blutgefäße, ihre Nerven und ihre Beeinflussung durch Catecholamine 1983, mit seinem Schüler Daniel Moura 2001 in Übersichtsartikeln zusammengefasst. Der Artikel von 1983 trägt als Motto die Verse aus dem Cherubinischen Wandersmann des Angelus Silesius
Die Ros' ist ohn warumb

sie blühet weil sie blühet
 – „in which the great Silesian poet of the seventeenth century reminds us that Nature may need no justification of its sheer beauty“ – „in denen der große schlesische Dichter des siebzehnten Jahrhunderts uns erinnert, dass die Natur keiner Rechtfertigung für ihre schiere Schönheit bedarf.“ Der Artikel von 2001 wurde Guimarães’ bibliometrisch erfolgreichster.
Über den Einfluss von Pharmaka auf Lebewesen entscheidet nicht nur die Pharmakodynamik, insbesondere das Vorkommen von Rezeptoren, sondern auch die Pharmakokinetik, das „Schicksal“ der Pharmaka im lebenden Gewebe. Auch dieser Aspekt wurde für die Catecholamine und Blutgefäße in Porto eingehend untersucht. Metabolisierende Enzyme, nämlich Monoaminoxidase und Catechol-O-Methyltransferase (COMT), trugen ebenso wie Transporter für den Durchtritt durch Zellmembranen zur Beseitigung der Catecholamine aus dem Extrazellularraum – und damit aus der Nähe der Rezeptoren und zum Wirkverlust – bei, allerdings je nach Catecholamin und Blutgefäß verschieden.
Zu den Verschiedenheiten gehörte, dass Hemmstoffe der COMT die Wirkung des Isoprenalins auf β-Adrenozeptoren (und die nachfolgende Erschlaffung der Blutgefäße) verstärkten, die Wirkung des Noradrenalins auf α-Adrenozeptoren (und die nachfolgende Kontraktion der Blutgefäße) aber nicht. Umgekehrt verstärkten Hemmstoffe des Transports von Noradrenalin in sympathische Axonendigungen – ein typischer Hemmstoff ist das Cocain – die Wirkung des Noradrenalins auf α-, nicht aber die Wirkung des Isoprenalins auf β-Adrenozeptoren. Guimarães und seine Kollegen folgerten, dass die Dichte der COMT in der „Biophase“ der β-Adrenozeptoren größer sei als in der Biophase der α-Adrenozeptoren. Umgekehrt müsste die Dichte der Cocain-hemmbaren Transporter in der Biophase der α-Adrenozeptoren größer sein als in der Biophase der β-Adrenozeptoren. Die Hypothese wurde durch zwei Aufsätze in Naunyn-Schmiedeberg’s Archives of Pharmacology untermauert, die in einer Geschichte der Zeitschrift gewürdigt wurden. 1982 schrieb Guimarães in Trends in Pharmacological Sciences (aus dem Englischen): „In Blutgefäßen existieren zwei Biophasen für Sympathomimetika (zu denen die Catecholamine gehören): eine für die α-Adrenozeptoren, in der Nähe der sympathischen Axonendigungen, wo die Wirkung von Agonisten hauptsächlich durch Transport in die Axonendigungen begrenzt wird; und eine für die β-Adrenozeptoren, wo die Wirkung von Agonisten hauptsächlich durch die COMT begrenzt wird.“ Die Pharmakologen müssten statt wie bisher mit einer homogenen mit einer sehr inhomogenen Verteilung der Catecholamine im Extrazellularraum rechnen – niedrige Konzentration in unmittelbarer Nähe von „sites of loss“, nämlich Transportern und Enzymen, beträchtlich höhere Konzentration in größerer Entfernung.
Viel beachtet – Guimarães’ bibliometrisch dritt-erfolgreichster Artikel, zugleich seine erfolgreichste Originalarbeit mit neuen Versuchsergebnissen – wurde eine kurze Mitteilung über präsynaptische β-Adrenozeptoren im sympathischen Nervensystem, deren Aktivierung die Freisetzung des Sympathikus-Neurotransmitters Noradrenalin steigert. Die Rezeptoren sollten, durch zuvor freigesetztes Noradrenalin aktiviert, die weitere Freisetzung erhöhen – ein positiver Feedback, der sich experimentell nie verifizieren ließ, vielleicht weil die Rezeptoren vom Untertyp β2 und damit verhältnismäßig Noradrenalin-unempfindlich sind. Guimarães und Mitarbeiter reicherten die sympathischen Axonendigungen mit dem stark auf β2-Adrenozeptoren wirkenden Adrenalin an. In der Tat entstand dadurch ein positiver Feedback: der Betablocker Propranolol verminderte die Freisetzung. Die Autoren folgerten, „dass die Einführung von Adrenalin als ‚falschem Transmitter‘ zur Bildung eines β-Adrenozeptor-vermittelten positiven Feedback führt.“ Das Interesse an der Entdeckung rührt von der Möglichkeit her, hier einen Mechanismus der therapeutischen Wirkung von Betablockern bei der arteriellen Hypertonie zu finden. Bei der Hypertonie könnte aus dem Nebennierenmark sezerniertes Adrenalin, in sympathischen Axonendigungen angereichert, einen pathologischen positiven Feedback schaffen, und Betablocker könnten die resultierende pathologische Mehrfreisetzung des Sympathikus-Transmitters unterbinden.
Arbeiten über Angiotensin II und Adenosin, ihre Rezeptoren und ihre Rolle bei der Entstehung der arteriellen Hypertonie vervollständigen das Forschungsspektrum des Pharmakologischen Instituts der Medizinischen Fakultät Porto in diesen Jahren.

## DiePorto Meetings on Adrenergic Mechanisms
Als die Gruppe in Porto zu ihrem großen Thema fand, rief sie auch eine Reihe von Zusammenkünften ähnlich Gesinnter ins Leben, die Porto-Tagungen über adrenerge Mechanismen. Die erste Tagung fand 1970 statt, mit vierzig Teilnehmern. Es folgten zehn weitere Tagungen, 1973, 1978, 1981, 1983, 1986, 1989, 1993, 1996, 2000 and 2003. Die Tagungen waren viel kleiner als die 1958 begonnenen International Catecholamine Symposia. Enthielt das Abstract-Buch des Porto-Treffens 1993 67 Beiträge, so das Abstract-Buch des International Catecholamine Symposium 1992 in Amsterdam 728. Umso dichter war der Gedankenaustausch. Die Besucher erinnerten sich gern auch dessen, was außerhalb der Wissenschaft geschah, „der Gastfreundschaft der Portugiesen, der Coimbra-Fados Serafim Guimarães’, des Dinners beim Bürgermeister von Amarante 1973, des einmütigen Verlangens nach Scopolamin oder Meclozin bei der Serpentinen-Fahrt durchs Douro-Tal 1989.“

## Lehre
Serafim Guimarães’ Vorlesungen wurden ergänzt durch Mitherausgabe des Lehrbuchs Terapêutica Medicamentosa e Suas Bases Farmacológicas (Arzneimittel und ihre pharmakologischen Grundlagen). Bisher sind folgende Auflagen erschienen:
- 1. Auflage 1983, herausgegeben von Garrett und Osswald;
- 2. Auflage 1986, ebenfalls  herausgegeben von Garrett und Osswald;
- 3. Auflage 1999, herausgegeben von Garrett, Osswald und Guimarães;
- 4. Auflage 2001, herausgegeben von Osswald und Guimarães;
- 5. Auflage 2006, herausgegeben von Guimarães, Moura und Soares-da-Silva;
- 6. Auflage 2014, ebenfalls herausgegeben von Guimarães, Moura und Soares-da-Silva. Porto, Verlag Porto Editora, ISBN 978-972-0-01794-9.

Guimarães hat in dem Buch auch mehrere Kapitel geschrieben oder mit-geschrieben, so das Kapitel Sistema adrenérgico.

## Schüler
Die folgenden Wissenschaftler haben unter Anleitung durch Guimarães die Dissertation für ihren Ph.D. erarbeitet.
An der Medizinischen Fakultät Porto:
- Fernando Augusto Andrade de Abreu Brandão (1980)
- Daniel Filipe Lima Moura (1988)
- José Pedro Lopes Nunes (1996)
- Manuel Joaquim Lopes Vaz da Silva (1996)
- Rosa Sousa Martins da Rocha Begonha (1999)
- Alberto Vieira da Mota (2004) –

An der Fakultät für Pharmazie der Universität Porto:
- Jorge Moreira Gonçalves (1991)
- Jorge Alberto de Barros Brandão Proença (1991)
- Helder Pinheiro (2003) –

An der Fakultät für Pharmazie der Universität Coimbra:
- Isabel Vitória Neves de Figueiredo Santos Pereira (1998).

## Weitere Tätigkeiten
Von 1983 bis 1984 war Guimarães Dekan der Medizinischen Fakultät Porto, 1984 bis 1985 Vize-Rektor der Universität, 1986 bis 1988 Gründungsmitglied der Federation of European Pharmacological Societies (EPHAR), 1995 bis 1998 Präsident der Sociedade Portuguesa de Farmacologia. Von 1969 bis 2000 wirkte er als Ärztlicher Direktor des Heilbads Monfortinho, von 1972 bis 1995 als wissenschaftlicher Berater des portugiesischen Pharmaunternehmens BIAL.
Er ist Präsident des Beirats des Hospital de São João, des Klinikums der Medizinischen Fakultät der Universität Porto, und Präsident der Liga dos Amigos do São João, der Freunde des Hospital. Er ist Mitglied des Gremiums, das die Schirmherrschaft über das  Castelo da Feira ausübt, das in vor-römische Zeit zurückreichende Kastell von Santa Maria da Feira.
Seine zeichnerische Begabung hat er für das oben erwähnte Buch Retratos legendados benutzt. Die Geschichte des Castelo da Feira hat er in dem 2008 in 1000 Exemplaren gedruckten Buch Castelo de Santa Maria da Feira dargestellt, seine Zeit in Angola in dem 2018 erschienenen Buch Entre duas Angolas.